# Tanghulu

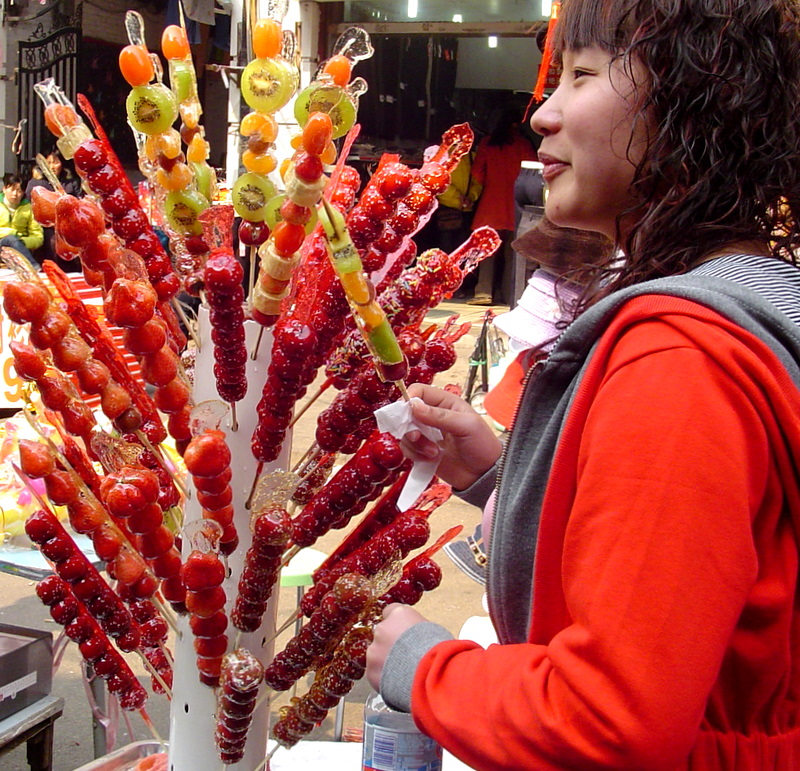
Broquetes de Bingtanghulu en venda a Shanghai

El tanghulu (xinès tradicional: 糖葫蘆, xinès simplificat: 糖葫芦, pinyin: táng húlu, literalment 'llaminadura de carabassa vinatera') o bingtanghulu és una llaminadura del nord de la Xina que consisteix en una broqueta de fruita caramel·litzada. Els tanghulus són un dolç tradicional i popular consumit a l'hivern a la part septentrional, especialment a Pequín, Tianjin i ciutats de la Xina del Nord-oest. Estan fets de trossos de fruita confitada travessats per una broqueta de bambú d'uns 20 cm de llarg. Aquest dolç abunda al llarg del carrer Wangfujing, a Pequín, encara que els venedors de carrer recorren moltes zones turístiques venent-los. La fruita tradicional del tanghulu són els fruits de Crataegus pinnatifida, rodons i d'un atractiu color vermell intens, banyats en sucre. En l'actualitat el sucre es pot recobrir de xocolata o arrebossar de llavors de sèsam, així com utilitzar altres fruites com grills de mandarina, maduixa, nabiu, raïm, trossets de pinya, plàtan o rodanxes de kiwi, pel que la llaminadura acaba semblant una broqueta de macedònia de fruita.